# 温多夫 (巴伐利亚州)
温多尔夫是德国巴伐利亚州的一个市镇。总面积56.95平方公里，总人口4809人，其中男性2394人，女性2415人（2011年12月31日），人口密度84人/平方公里。